# Polyalthia palawanensis
Polyalthia palawanensis este o specie de plante din genul Polyalthia, familia Annonaceae, descrisă de Elmer Drew Merrill. A fost clasificată de IUCN ca specie vulnerabilă. Conform Catalogue of Life specia Polyalthia palawanensis nu are subspecii cunoscute.